# Vajrayana
Vajrayana (devanágari: बज्रयान; em mongol: Очирт хөлгөн, Ochirt Hölgön), também chamado de mantrayana, tantrayana, budismo esotérico ou tântrico e Carruagem do Diamante (chinês: 金剛乘, jīngāngshèng, japonês: 金剛乗, kongōjō), é um conjunto de escolas budistas esotéricas. O nome vem do sânscrito e significa "veículo de diamante".
O vajrayana é às vezes considerado como uma extensão do budismo maaiana (mahayana), uma vez que ele difere primariamente na adoção de técnicas adicionais (sânscrito: upāya, "meios hábeis"), ao invés de propor uma filosofia distintamente diferente.
O mahayana possuiria assim dois caminhos de prática: o sutrayana, que prega o aperfeiçoamento através do acúmulo de mérito e sabedoria gradualmente, e o vajrayāna, que prega a tomada do fruto - a iluminação - como o caminho.

## Características do vajrayana
Segundo a tradição budista vajrayana, os meios hábeis cultivados no vajrayana permitem ao praticante um caminho acelerado a iluminação. Para isto faz-se uso de técnicas tantra, que auxiliam o desenvolvimento espiritual e a transmissão esotérica. Nesta suposta aceleração reside uma das diferenças entre a escola vajrayana e outras escolas do budismo. O budismo vajrayana, entretanto, não propõe que as escolas teravada ou maaiana estejam erradas, ao contrário, considera estas práticas como fundamentos essenciais sobre os quais a prática vajrayana pode ser construída.

## Sub-escolas

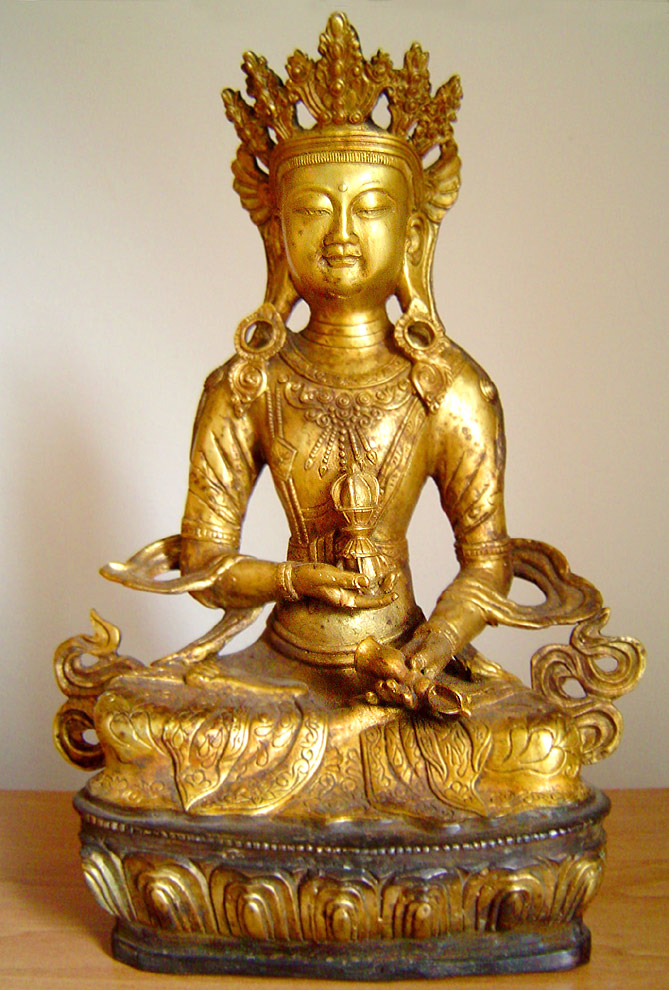
Estátua Vajrasattva (Buda da purificação), Tibete.

Apesar de haver evidência da presença da tradição Vajrayana no sudeste asiático, bem como em outros lugares, atualmente estes ensinamentos existem apenas na forma de duas sub-escolas:

### Vajrayana tibetano
As escolas do budismo tibetano, baseadas nas transmissões das escrituras indianas para o platô tibetano, são achadas tradicionalmente no Tibete, Butão, norte da Índia, Nepal, Mongólia, partes da China e algumas repúblicas da antiga União Soviética, tais como o Oblast de Amur, Buriácia, Oblast de Chita, Tuva, Calmúquia e o Krai de Khabarovsk.
Há no Tibete do século XXI, segundo a tradição oral, vários tipos diferentes de budismo, a maioria dos praticantes podem ser classificados como vajrayanas, que possuem como modelo principal a figura do Lama, praticam entre outros caminhos principalmente o guruyoga. Os mahayanas não vajrayanas e os Teravadas são raríssimos. É importante esclarecer que o Tantra faz parte do budismo vajrayana, mas não se trata da ênfase principal.

### Mikkyo japonês
A tradição Mikkyo só é encontrada em sua inteireza atualmente no Japão. Com a dominação japonesa sobre o leste asiático durante a primeira metade do século XX. Durante a dinastia Tang a tradição Mikkyo foi quase que completamente exterminada da China continental, sobrando apenas resquícios em alguns rituais, que acabaram sendo incorporados pelas tradições Chan e Terra Pura. Mais recentemente, alguns monastérios na China, Taiwan e Singapura acabaram recebendo influência do Mikkyo japonês, devido à dominação imperialista japonesa do leste asiático.
Apesar de similares em conceito com as práticas do Vajrayana tibetano, os rituais Mikkyo descendem de aspectos mais antigos da tradição tântrica do budismo indiano, diferindo significativamente em termos de linhagem, estética etc. Os textos primários da tradição Mikkyo são o Mahavairochana Sutra e o Vajrasekhara sutra, cuja importância na tradição tibetana é inexpressiva.
O budismo Mikkyo foi introduzido no Japão por Kukai, um monge japonês que estudou na China no século IX, durante a dinastia Tang, trazendo consigo as tradições completas do Mikkyo. Ao retornar para o Japão estabelece a escola Shingon. A escola Shingon é um dos pouquíssimos ramos do budismo que ainda preserva o uso da escrita sânscrita siddham.
Apesar da escola Tendai do budismo japonês também possuir uma transmissão dos ensinamentos Mikkyo, estes tem natureza mista, uma vez que esta escola prima pela pluralidade na sua abordagem da práxis budista, não sendo assim uma escola exclusivamente esotérica. Na realidade, o centro da doutrina desta escola está nos ensinamentos do Sutra do Lótus.
O fundador da escola Tendai, Saicho, foi à China na mesma época que Kukai. Apesar de ter recebido alguns poucos ensinamentos esotéricos, não chegou a receber instruções na tradição completa, procurando mais tarde recebê-las de Kukai. Apesar de terem uma relação inicialmente cordial, eles acabariam por cortar relações devido à atritos.
Mais tarde, o monge Tendai Ennin viajaria para a China para receber instruções completas na tradição Mikkyo, finalmente incorporando-os ao corpo doutrinário de sua escola.